# Horbowyczi
Horbowyczi (ukr. Горбовичі) – wieś na Ukrainie, w obwodzie kijowskim, w rejonie buczańskim, w hromadzie Dmytriwka. W 2001 liczyła 267 mieszkańców, spośród których 265 wskazało jako ojczysty język ukraiński, a 2 ormiański.